# Остердок (Айова)
Остердок (англ. Osterdock) — місто (англ. city) в США, в окрузі Клейтон штату Айова. Населення — 43 особи (2020).

## Географія
Остердок розташований за координатами 42°43′53″ пн. ш. 91°9′28″ зх. д. / 42.73139° пн. ш. 91.15778° зх. д. (42.731386, -91.157834).  За даними Бюро перепису населення США в 2010 році місто мало площу 1,19 км², уся площа — суходіл.

## Демографія
Згідно з переписом 2010 року, у місті мешкало 59 осіб у 23 домогосподарствах у складі 16 родин. Густота населення становила 50 осіб/км².  Було 23 помешкання (19/км²).
Расовий склад населення:
| - 94,9 % — білих |

До двох чи більше рас належало 5,1 %. Частка іспаномовних становила 3,4 % від усіх жителів.
За віковим діапазоном населення розподілялося таким чином: 20,3 % — особи молодші 18 років, 64,4 % — особи у віці 18—64 років, 15,3 % — особи у віці 65 років та старші. Медіана віку мешканця становила 50,3 року. На 100 осіб жіночої статі у місті припадало 73,5 чоловіків;  на 100 жінок у віці від 18 років та старших — 74,1 чоловіків також старших 18 років.
Середній дохід на одне домашнє господарство  становив 64 985 доларів США (медіана — 68 125), а середній дохід на одну сім'ю — 65 189 доларів (медіана — 67 500). За межею бідності перебувало 1,5 % осіб, у тому числі 0,0 % дітей у віці до 18 років та 0,0 % осіб у віці 65 років та старших.
Цивільне працевлаштоване населення становило 43 особи. Основні галузі зайнятості: виробництво — 27,9 %, освіта, охорона здоров'я та соціальна допомога — 25,6 %, будівництво — 18,6 %.